# Ignacio Moya Florido
Ignacio Moya Florido (Málaga, 3 de noviembre de 1988) es un jugador español de balonmano que actualmente milita en el BM Los Dólmenes Antequera de la División de Honor Plata. Su demarcación habitual es la de central, aunque con frecuencia lo hace también de lateral izquierdo y lateral derecho.

## Trayectoria Deportiva
- Balonmano Antequera (2006 - 2011)
- BM Puerto Sagunto (2011 - 2012)
- CSM Bucuresti (2012 - 2013)
- Stiinta Dedeman Bacau (2012 - 2013)
- Ángel Ximenez-Puente Genil (2013 - 2018)
- BM GAES Málaga (2018 - 2019)
- Orlen Wisla Plock (2018 - 2019)
- AEK H.C. (2019 - 2022)
- BM Los Dólmenes Antequera (2022-Act.)

## Selección Española
- 5º clasificado en el Campeonato de Europa de selecciones juveniles (2006).
- Campeón de los "Juegos del Mediterráneo" en categoría juvenil (2006).
- 7º clasificado en el Campeonato del Mundo de Baréin en categoría juvenil (2007).
- 5º Clasificado en el Campeonato de Europa de selecciones junior (2008).